# Centro de Convenciones Nagaragawa
El Centro de Convenciones Nagaragawa 長良川国際会議場 (Nagaragawa Kokusai Kaigijō?) es un centro de convenciones multiusos situado en la ciudad de Gifu, Prefectura de Gifu, Japón. La traducción literal del nombre japonés es Centro Internacional de Convenciones del Río Nagara, pero el nombre oficial en inglés omite "internacional."
Junto con el Gifu Memorial Center, el Nagaragawa Sports Plaza y el Mirai Hall, forma parte del World Event and Convention Complex Gifu.

## Construcción
El centro de convenciones se construyó para promover Gifu como una buena ubicación para grandes convenciones y tiene muchos alicientes para atraer grupos nacionales e internacionales a que celebren eventos en la ciudad. El famoso arquitecto Tadao Ando diseñó la estructura, dándole una singular forma de huevo desde el exterior, que la hace reconocible inmediatamente.
Abrió el 1 de septiembre de 1995, y está administrado por el Grupo de Gestión Pública de la ciudad.

## Instalaciones

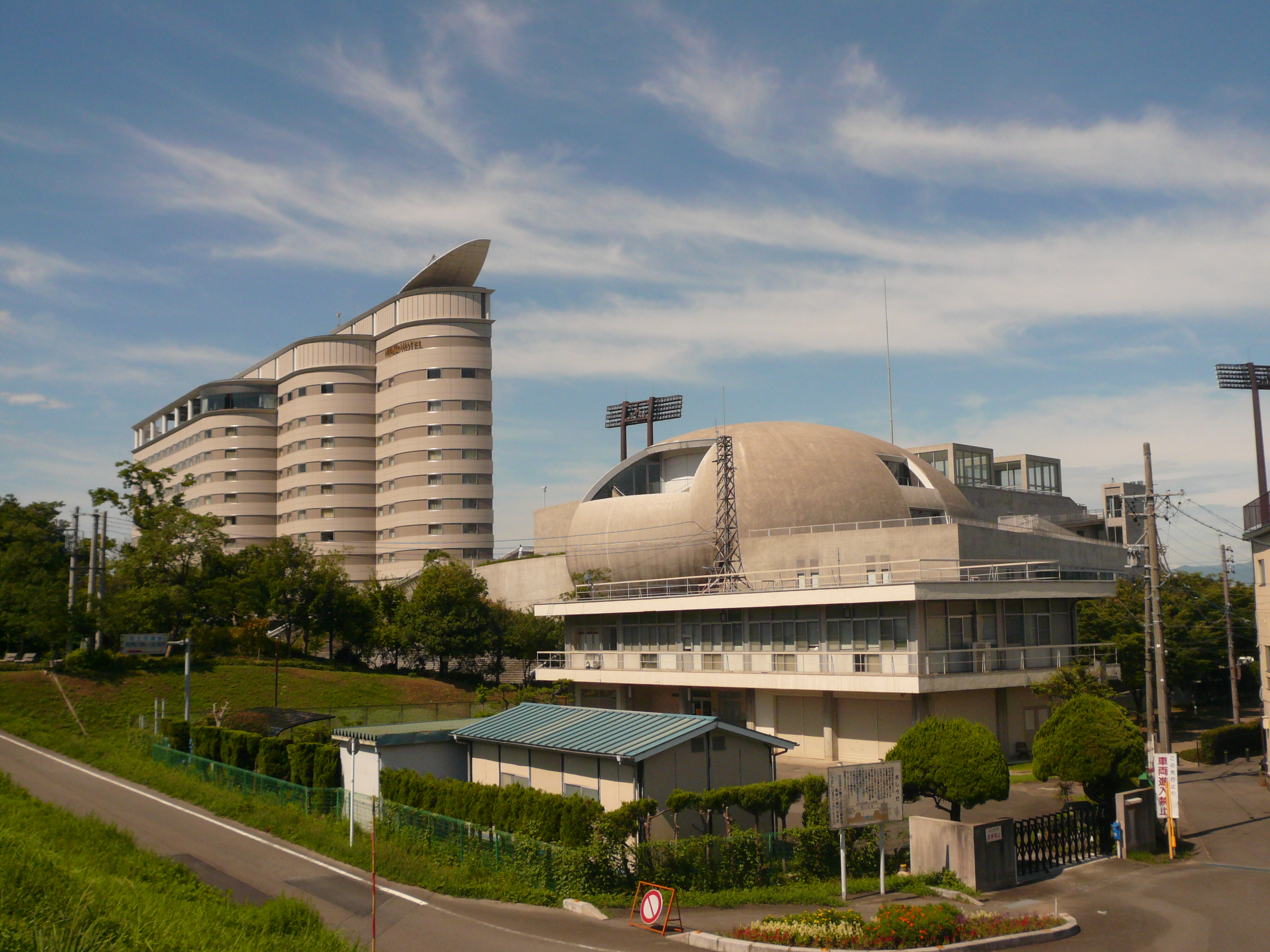
El centro de convenciones con el Gifu Miyako Hotel en el fondo

El salón principal del centro de convenciones es el mayor de toda la Prefectura de Gifu. Se usa principalmente para conciertos y convenciones. Con una superficie de unos 1206 m², tiene capacidad para 1689 personas, pero el suelo y paredes son ajustables, ofreciendo muchas configuraciones diferentes. Fue designado uno de los 100 mejores lugares para actuaciones musicales de Japón.
También hay una sala internacional de conferencias situada en la cúpula de la estructura. Se puede abrir una parte de la pared, que ofrece una vista del Río Nagara, el Monte Kinka y el Castillo Gifu. La sala es apropiada para convenciones internacionales de tamaño medio y puede proporcionar traducciones simultáneas en seis idiomas. También hay salas de reuniones pequeñas, medias y grandes disponibles para reuniones más privadas.
La superficie total del salón principal y las otras ocho salas es de 2332 m², con capacidad para más de 2400 personas.

## Acceso
El Autobús de Gifu proporciona transporte público entre la Estación de Gifu de JR y la Estación de Meitetsu Gifu. Los pasajeros se pueden bajar en las paradas de "Nagaragawa Kokusai Kaigijō Kitaguchi" o "Nagaragawa Kokusai Kaigijō-mae".